# Ultramatic

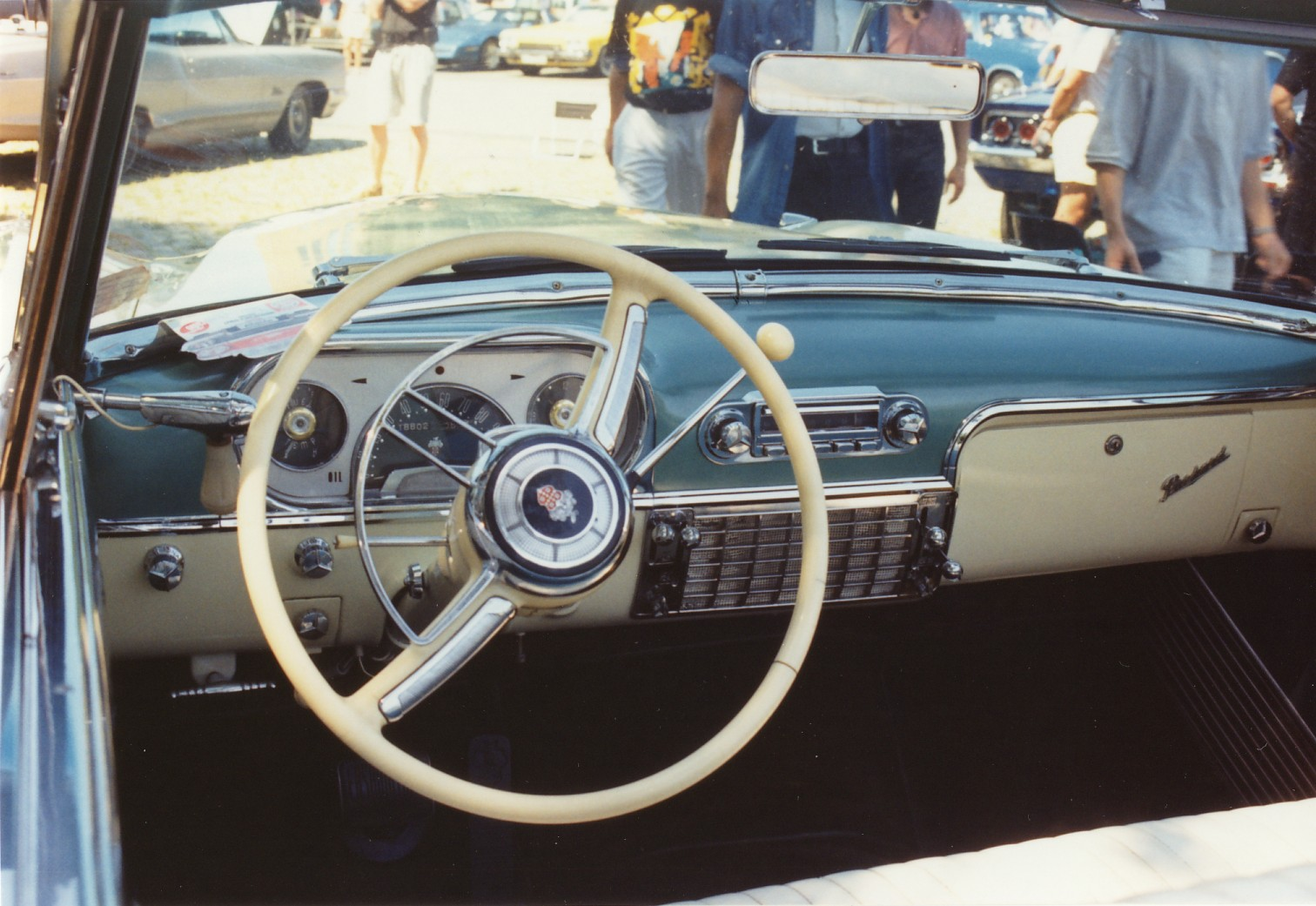
Interior de un Packard Caribbean de 1953, equipado con un sistema de cambio Ultramatic

Ultramatic era el nombre de la marca registrada de la transmisión automática de la Packard Motor Car Company, presentada en 1949 y producida hasta 1954, en la fábrica de East Grand Boulevard de Packard en Detroit. A partir de entonces, se produjo desde finales de 1954 hasta 1956 en las nuevas instalaciones de Packard de "Utica", localizadas de Utica (Míchigan).

## 1935-1948: Desarrollo

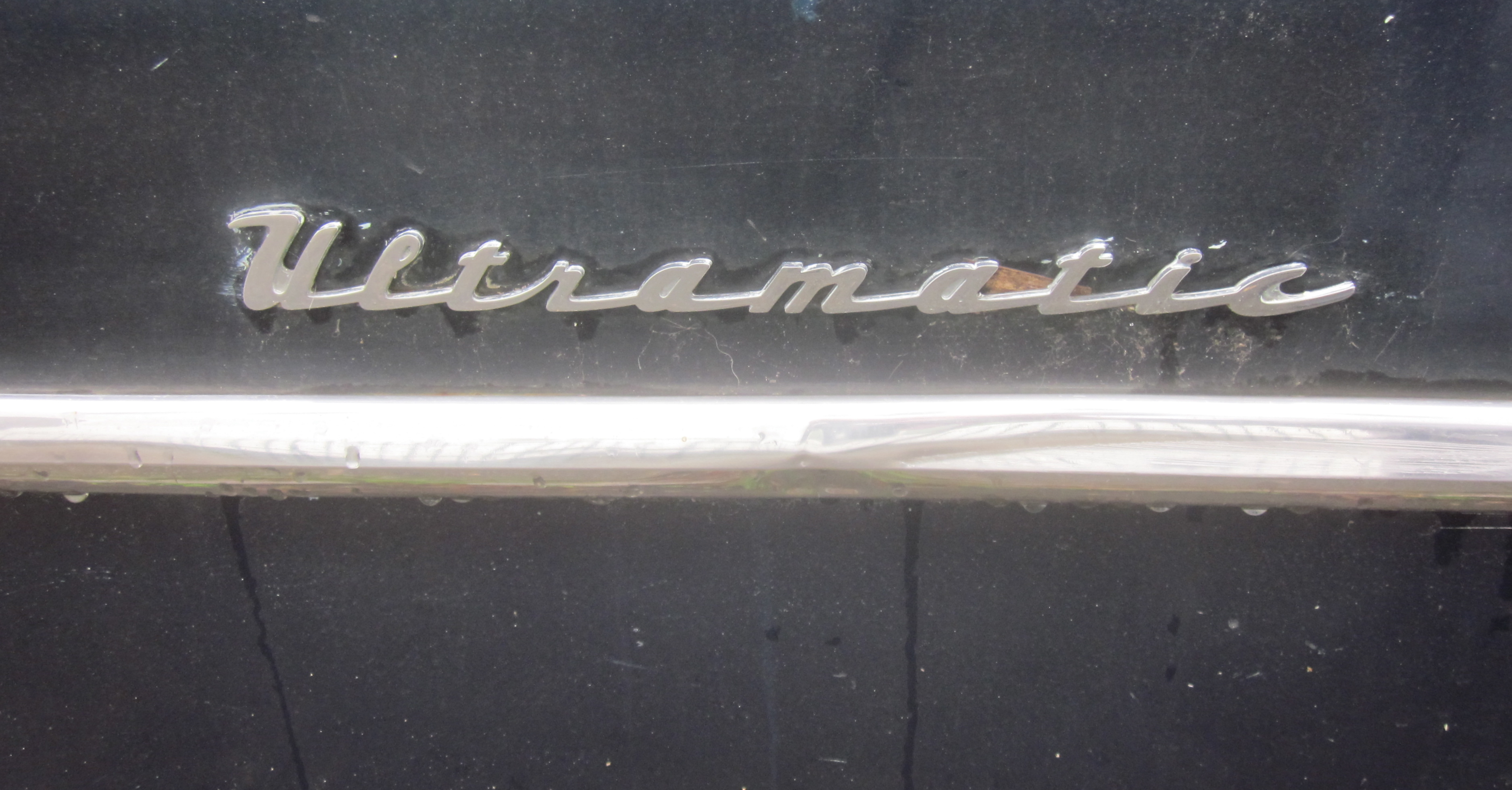
Emblema "Ultramatic" de un Packard

La transmisión Ultramatic de Packard fue la creación del ingeniero jefe de la empresa, Forest McFarland, y de su equipo de ingenieros. La magnitud de este logro queda ilustrada por el hecho de que fue la única transmisión automática desarrollada y producida únicamente por un fabricante de automóviles independiente, sin ayuda externa. Packard probó y diseñó dispositivos como el Ultramatic a partir de 1935, pero ninguno satisfizo al perfeccionista ingeniero. El desarrollo del Ultramatic se detuvo, al igual que todo el trabajo automotriz durante la Segunda Guerra Mundial, pero se reanudó a fondo durante 1946.
Después de la Segunda Guerra Mundial, la gama de Packard se había reducido a variantes de la línea Clipper de precio medio. Fue durante este período cuando Packard comenzó a sufrir en la competencia con la División Cadillac de General Motors, gracias en parte a su popular cambio automático Hydra-Matic. El Hydra-Matic estuvo disponible a partir de 1941 y se hizo muy popular durante el período 1946-1948, lo que impulsó el lanzamiento de Packard de su nuevo accionamiento automático. Packard en ese momento (1946-1949) solo ofrecía una opción de embrague de vacío electromático, que de lo contrario requería un cambio manual. Al igual que con la mayoría de los dispositivos de cambio y embrague accionados por vacío, el sistema Electromatic en general no era fiable.
Finalmente, en 1949, en el 50 aniversario de Packard, el Ultramatic Drive de McFarland estuvo disponible como una opción por 199 dólares. Primero se ofreció solo en los Packard Custom de primera línea, seguido en 1950 por toda la gama.

## 1949-1954: Transmisión Ultramatic

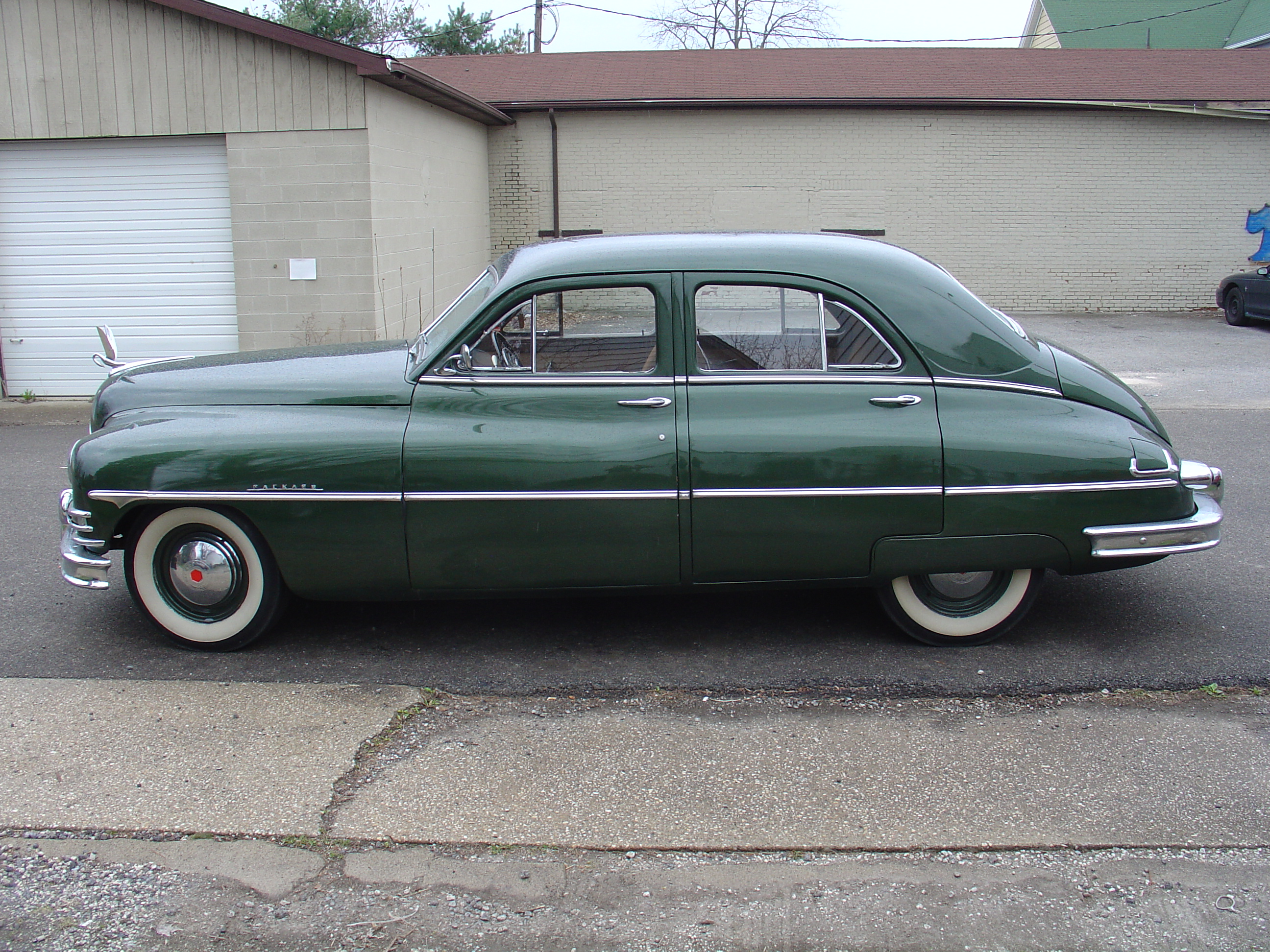
Packard Eight Touring (4 puertas) sedán modelo 2301 de 1950 con Ultramatic Drive

El primer sistema Ultramatic fue una transmisión automática hidráulica con un convertidor de par y un conjunto de engranajes epicíclicos de dos velocidades más marcha atrás, con bloqueo del convertidor de par, llamado "Direct Drive" por Packard. La unidad estaba totalmente controlada hidráulicamente mediante un "cuerpo de válvula", como la mayoría de las primeras transmisiones automáticas antes de la llegada del control electrónico.
El Ultramatic original no cambiaba automáticamente entre relaciones de transmisión altas y bajas. El conductor seleccionaba relaciones de "rango alto" o de "rango bajo" a través de la palanca de cambios situada en la columna del volante. La intención era que, en conducción normal, se seleccionara la relación alta (1:1) en todo momento, y se usara el convertidor de par de dos turbinas de dos etapas (en realidad, se emplearon un total de cuatro turbinas) para reducir el engranaje para el arranque. A una velocidad de 15-56 mph (24,1-90,1 km/h) (dependiendo de la relación del eje trasero que afectaba a la tasa de aumento de la presión del regulador), la presión hidráulica superaba la presión opuesta del acelerador, según lo determinado por la posición del varillaje del carburador, lo que provocaba que la válvula de cambio directo aplicara el "embrague de transmisión directa", lo que "bloqueaba" el convertidor de par, dando un impulso mecánico directo desde el motor a las ruedas traseras. Esta se convirtió en la característica definitiva del Ultramatic, eliminando el deslizamiento del convertidor de par que robaba potencia a velocidades de crucero. En la carretera, el Ultramatic disponía de la misma economía y potencia que una transmisión manual. Con la excepción de BorgWarner, en su Studebaker "Automatic Drive", los principales fabricantes de automóviles generalmente no emplearon un convertidor de par de bloqueo hasta casi treinta años después.
La relación baja estaba disponible para subir y bajar colinas. Cuando se usaba la relación baja, el bloqueo del convertidor de par se producía a una velocidad ligeramente más baja y, como resultado de la reducción en la tasa de avance, ayudaba a eliminar los problemas de sobrecalentamiento del convertidor de par que afectaban a las primeras transmisiones automáticas, que debido a este avance se evitó en condiciones similares en los sistemas Ultramatic.
La selección de relación se realizó a través de un cambio de columna, con un cuadrante selector iluminado en la columna de dirección que muestra el rango. Las posiciones disponibles eran Estacionamiento, Neutral, Alto, Bajo y Reversa (PNHLR).
Después de su primer año, el sistema Ultramatic Drive estuvo disponible en todos los modelos de Packard y se hizo popular inmediatamente. Packard continuó con un programa de modificaciones para mejorar la fiabilidad de la transmisión hasta 1954, aunque estuvo prácticamente libre de problemas desde el principio.
En 1954 la Ultramatic se sometió a una importante actualización, tanto en la transferencia de potencia como en los componentes de control hidráulico, que se reconfiguraron para proporcionar arranques automáticos a marchas bajas en el rango "Drive" (D) recién agregado. Muchos propietarios de Packard se habían quejado de una pobre aceleración con los Ultramatic anteriores, y habían descubierto que comenzar en una proporción baja y cambiar a alta mientras se estaba en movimiento proporcionaba una recuperación mucho más enérgica. La Ultramatic, aunque duradera, se resentía del cambio manual de bajo a alto.
Para ilustrar aún más la necesidad de esta función, en 1954, tanto BorgWarner como el sistema Power-Glide de Chevrolet, además del mencionado Hydra-Matic y el nuevo PowerFlite de Chrysler, también realizaban cambios de relación automáticamente (de menor a mayor), mientras que el Dynaflow Drive de Buick continuaba utilizando engranajes de valores altos en el arranque hasta su desaparición después del año modelo de 1963.

## 1954: Arranque mediante engranajes
El nuevo modelo Ultramatic de Packard presentado a mediados del año del modelo de 1954 se denominó oficialmente Gear-Start Ultramatic Drive, ofreciendo una nueva secuencia de selector en el cambio de columna: 'D', para Drive, colocado entre Alto y Bajo, con Alto ahora representado por un simple punto (PN•DLR). En esta nueva gama DRIVE, se usaría la relación baja y el convertidor de par para arrancar, cambiaría a la relación alta y, en última instancia, a la transmisión directa a medida que el automóvil aceleraba, automatizando de manera efectiva lo que muchos conductores de Packard habían estado haciendo manualmente con el Ultramatic Drive más antiguo.
Durante 1954 y hasta 1955, Packard Motor Car Company, más tarde Studebaker-Packard, emprendió una ola de modernización de sus antiguas instalaciones. El presidente de Packard, James J. Nance (1952–1956), y su vicepresidente de fabricación, Ray Powers (1954–1956), decidieron que su complejo de East Grand Boulevard, debido a la antigüedad y el deterioro de la instalación, no podía modificarse aún más para absorber el aumento esperado en la producción de la compañía en 1955 y en los años siguientes. Por lo tanto, se planeó y construyó una nueva instalación para que Packard la usara como planta de fabricación de transmisiones y motores en Utica, Míchigan. Esta instalación en realidad se construyó en la esquina N/E del complejo Packard Proving Ground en Van Dyke Rd. La instalación estaba rodeada por 22 Mile Rd y Mound. Después de la finalización, Packard trasladó la maquinaria y la línea de producción para el sistema Ultramatic, así como su motor V-8 aún por presentar durante el verano y principios del otoño de 1954. Por lo tanto, esta instalación produjo todos los "Gear-Start" de 1954, las "Twin-Ultramatic" de 1955, y las variantes derivadas de la Ultramatic de 1956 hasta el otoño de 1956, cuando esta instalación se vendió como parte de un acuerdo de compra corporativa con la Curtiss-Wright Company.

## 1955: Twin-Ultramatic Drive
En 1955, Packard reemplazó su antigua gama de motores de ocho cilindros en línea por un diseño V8 completamente nuevo y, al mismo tiempo, lanzó una nueva evolución de su transmisión automática: el Twin-Ultramatic Drive. McFarland, su asistente John DeLorean y su equipo no estaban satisfechos con el sistema mejorado del Gear-Start Ultramatic, y modificaron el ángulo de la "bomba" del convertidor para permitir una mayor velocidad de pérdida, aumentando así la multiplicación de par más adecuada para la curva de par de los nuevos motores V8. Además, se produjo un convertidor de calado ligeramente más alto para el modelo Caribbean más deportivo debido al uso de dos carburadores de cuatro cuerpos. Se mantuvo la capacidad del Gear-Start de arrancar en rango bajo y cambiar a alto automáticamente, pero se modificó el indicador del cuadrante del selector y PN•DLR se convirtió en PN'D'LR para reflejar mejor la capacidad de rango de transmisión doble de esta transmisión, mucho mejor para competir con la Hydra-Matic de doble rango. La funcionalidad era la misma; la primera posición de conducción, a la izquierda de la 'D, equivalía a Alto en el Gear-Start Ultramatic, mientras que la segunda, situada a la derecha de D', era equivalente a la posición de conducción en el Gear-Start, dando al conductor la opción de comenzar en Alto o Bajo con cambios ascendentes automáticos, terminando con la transmisión directa del convertidor de par, por lo que la designación "Twin-" se refiere a esta capacidad de transmisión dual.
El Twin-Ultramatic sufrió muchos "problemas iniciales" cuando se presentó, lo que dañó significativamente la reputación de calidad y fiabilidad de Packard. Sin embargo, en los años ha quedado claro que sus problemas iniciales no eran distintos a los de los otros nuevos diseños contemporáneos y el programa del departamento de ingeniería de ejecutar cambios y actualizaciones aumentó considerablemente su funcionalidad, excepto el abuso del conductor a través de la aplicación excesiva del par más alto del V8. Los modelos de menor potencia de la gama Packard y los de American Motors sufrieron menos problemas. Exacerbando las dificultades, Packard estaba perdiendo concesionarios experimentados, lo que significaba que muchos Packard de 1955 no se mantenían con los altos estándares anteriores.
Packard ofreció el sistema Twin-Ultramatic en las gamas Packard Clipper, Packard Four Hundred, Packard Patrician y Packard Caribbean, y se lo vendió a American Motors para usarlos junto con su motor V8 de 320 plg³ (5,2 L) en los modelos Nash Ambassador y Hudson Hornet de primera línea para 1955.

## 1956: Ultramatic con botones táctiles

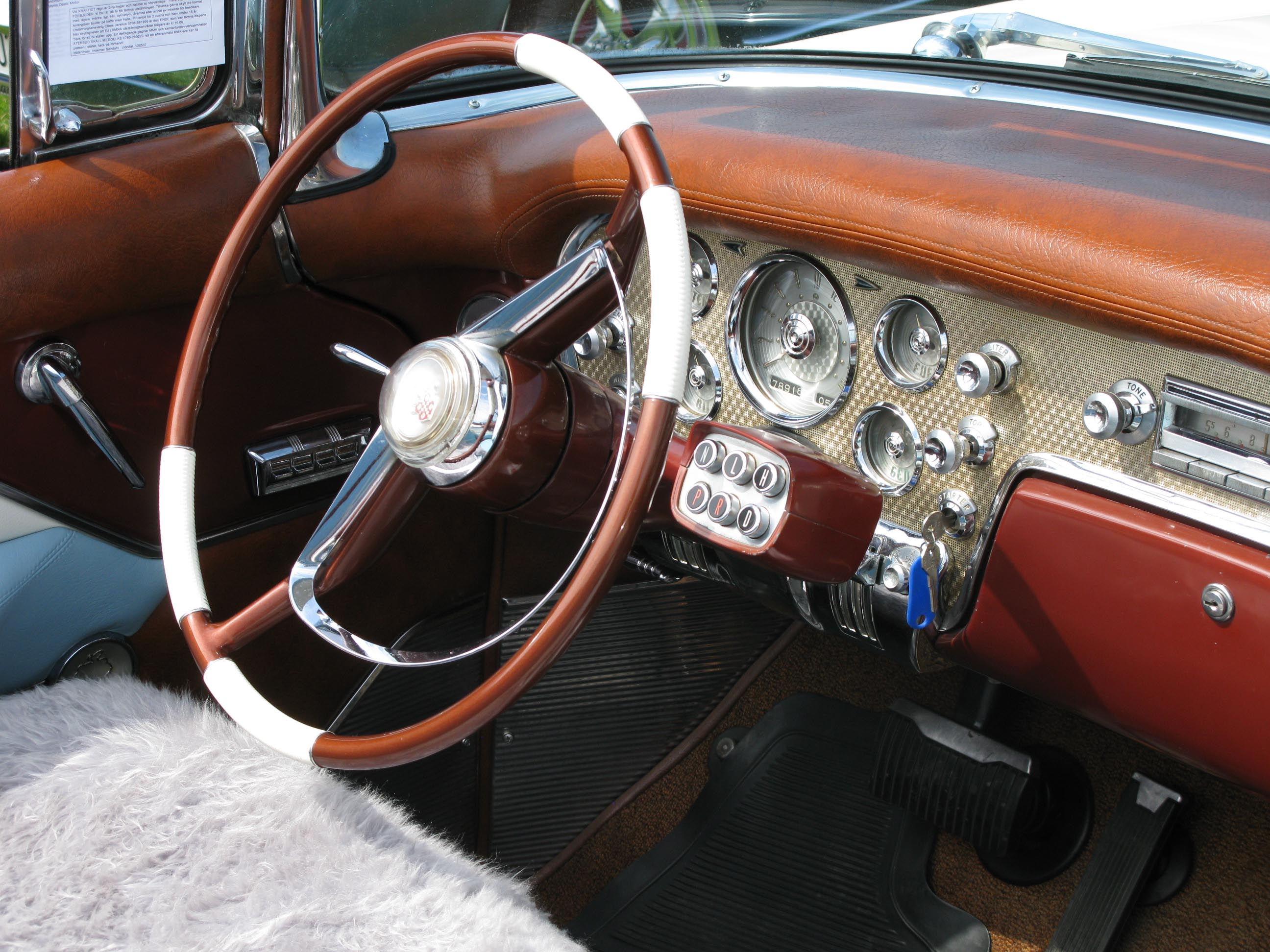
La caja selectora de botones pulsadores montada en la columna del volante para el sistema Touchbutton Ultramatic en un Caribbean de 1956

El año 1956 vio un importante rediseño de la mayoría de los componentes individuales de la transmisión, incluida la recalibración del patrón de cambios que produjo una mejora en el control de las marchas. Además, hubo un cambio de nomenclatura que volvió a la marca original Ultramatic Drive. Este año también se vio cómo el cuadrante del selector se sometía a otro cambio (adoptándose un patrón PNHDLR) para aclarar aún más los dos rangos de manejo y acomodar el módulo de control por botones que se lanzaría en breve. Además, General Motors amenazó con demandar por la comercialización de Packard de "transmisiones de doble rango". A pesar de su diseño completamente diferente, GM había estado comercializando un "Dual-Range Hydra-Matic Drive" desde 1953, que también usaba un patrón selector de rango de transmisión dual.
Además, cambios pequeños pero importantes en los varillajes de cambio, una mejor calidad de construcción y tolerancias más estrictas restauraron los niveles de fiabilidad de Packard en la transmisión de 1956. También nueva ese año fue una carcasa de aluminio, lo que hizo que la Ultramatic fuera 90 lb (40,8 kg) más ligera que su competencia, incluida la Chrysler PowerFlite recientemente lanzada, también con botonera. Las transmisiones futuras de todos los fabricantes deberían seguir el ejemplo de Packard.
El sistema Ultramatic Drive se ofreció en los Packard Patrician, Packard Four Hundred y, después de su introducción a principios de 1956, en el Packard Executive. También estaba disponible en todos los modelos Clipper, que se vendieron como una marca separada para 1956. También se suministraron a American Motors junto con los motores V8 352ci para usar en los Nash Ambassador y en los Hudson Hornet hasta que AMC reemplazó el V8 y la Ultramatic Drive de Packard con su propio motor AMC V8 y el cambio automático suministrado por BorgWarner a mitad de año. Packard también suministró transmisiones Ultramatic Drive a su socio corporativo Studebaker para usar en el Studebaker Golden Hawk de 1956, que también usaba el motor Packard 352ci V8.
Packard decidió ofrecer un selector de marchas con botones pulsadores para la serie de 1956, llamado "Touch Button Ultramatic". Montado en una cápsula de control rectangular al final de un brazo grueso que surgía del lado derecho de la columna de dirección, el selector de marchas usaba seis botones en dos filas de tres: la fila inferior de botones ofrecía Estacionamiento, Marcha atrás y Conducir, mientras que la fila superior contenía los botones Neutral, Baja y Alta.
El sistema se activaba eléctricamente, en lugar de los muy fiables botones mecánicos de Chrysler, y fue problemático desde el principio. El motor de cambio eléctrico, esencialmente un motor de arranque modificado, resultó insuficiente para sacar el automóvil del estacionamiento en una colina empinada; los problemas de contacto eléctrico y los del cableado entre otros, aparecían incluso cuando eran nuevos y empeoraban con el tiempo. Los modelos posteriores vieron mejoras en el sistema. Cuando se canceló el contrato después de que cesó la producción de Packard, Auto-Lite destruyó el utillaje de fabricación, lo que hizo imposible obtener piezas de repuesto para el sistema.
El "Touch Button Ultramatic" era estándar solo en el Packard Caribbean de 1956, siendo una opción por 52 dólares para el Packard Patrician, el Packard Four Hundred y el Packard Executive. También estaba disponible en todos los modelos Clipper. No se ofreció en los modelos AMC o Studebaker con motores Packard.
Aunque la producción de Packard con sede en Detroit cesó después del año modelo de 1956, la Studebaker-Packard Corporation continuó cumpliendo con las obligaciones de servicio para los propietarios de Packard, y el mantenimiento del Twin-Ultramatic de 1955 y el Touchbutton Ultramatic de 1956 fue una responsabilidad continua para la empresa después de que se suspendió la gama Packard.

## Perspectiva histórica
El desarrollo exitoso de Packard de su propia transmisión automática fue único, ya que ningún otro fabricante de automóviles independiente logró tal hazaña. El empeoramiento de la situación financiera de la compañía, particularmente después de su fusión con Studebaker, hizo que mantenerse al día con los desarrollos de transmisión automática de los competidores fuera particularmente difícil. Los intentos de Packard de actualizar el Ultramatic en 1954, 1955 y 1956 no se probaron lo suficiente como para eliminar los problemas iniciales en el lanzamiento. Se tuvieron que hacer mejoras como cambios continuos, lo que dañó la excelente reputación de calidad y fiabilidad de la compañía.
El uso de Packard de un convertidor de par de bloqueo no solo estaba actualizado, sino que era más avanzado que su competencia en ese momento. Sin embargo, la empresa no aprovechó la oportunidad de suministrar transmisiones Ultramatic a Lincoln, Nash, Hudson y Kaiser-Willys a raíz del incendio de 1953 en la planta de fabricación de las cajas Hydramatic de General Motors en Livonia (Míchigan), que detuvo el suministro de estas transmisiones a las marcas antes mencionadas, que debieron buscar otros proveedores. Sin embargo, Packard aprendería de este error al año siguiente, cuando Nash y Hudson se fusionaron para formar American Motors Corporation en mayo de 1954. Packard acordó suministrar a AMC su nuevo motor V8 320 ci y la transmisión Twin Ultramatic para 1955 en los Nash Ambassador y Hudson Hornet de primera línea de esta última compañía, brindando a ambos modelos la opción de un motor V8 moderno que necesitaban desesperadamente para mantener el ritmo de los Tres Grandes. Este acuerdo continuó en el año modelo de 1956, ya que Packard suministró a AMC sus V8 352 ci equipados con las unidades Ultramatic Drive recientemente renombradas y refinadas para los Ambassador y Hornet, pero la colaboración se canceló a mediados de año. Desafortunadamente, una disputa contractual y conflictos de personalidad entre George Romney en AMC y James Nance en Studebaker-Packard llevaron a AMC a desarrollar y lanzar su propio motor AMC V8, respaldado por transmisiones automáticas suministradas por BorgWarner a partir de mediados de año en 1956. Packard suministraría unidades Ultramatic Drive a Studebaker para su uso en el Golden Hawk de 1956 como una opción de 100 dólares, ya que ese modelo venía de serie con el motor V8 352 ci de Packard. Desafortunadamente, ningún modelo Studebaker de mayor volumen usaría el Packard V8 o el Ultramatic Drive antes de que Curtiss-Wright terminara la producción de ambos en 1956.
A pesar de los problemas de las versiones posteriores, la transmisión funcionó a la perfección en las condiciones de uso para las que fue diseñada. La Gear-Start Ultramatic de Packard (1954), la Twin Ultramatic (1955) y la Ultramatic Drive (1956), se desarrollaron con el objetivo de automatizar de manera fiable la transición del cambio de marcha baja a alta. La adición de una aplicación del embrague alto mal sincronizada y una liberación de la banda baja durante gran parte del rango permitido de cambios ascendentes resultó en muchos fallos prematuros del embrague alto. Esta situación resultó en una sensibilidad inusual a los hábitos de conducción individuales, que determinaban la vida útil del embrague. Por lo tanto, mientras que la transmisión fue diseñada para aceptar físicamente un motor V8 de alto par, su sistema de control necesitaba un mayor desarrollo. Los planes de Packard para actualizar aún más el Ultramatic Drive estaban en desarrollo para 1957 y más allá. Sin embargo, estos planes se cancelaron cuando Curtiss-Wright se hizo cargo de Studebaker-Packard en la primavera de 1956. La gerencia de Curtiss-Wright interrumpió permanentemente la producción del sistema Ultramatic y vendió la planta y las herramientas para recaudar efectivo para la empresa asediada por las deudas, al mismo tiempo que cerró la producción de coches Packard en Detroit.
A partir de entonces, sin los motores Packard V8 ni las transmisiones Ultramatic, Studebaker reemplazaría el Packard V8 del Golden Hawk de 1956 con una versión sobrealimentada de su propio V8 de 289 ci, y el Ultramatic Drive que lo acompañaba fue reemplazado por la transmisión Flightomatic de BorgWarner a partir del año modelo de 1957. Esta combinación de tren motriz también se usaría en las gamas de 1957 y 1958 de Packard basados en modelos de Studebaker, en lugar del Packard V8 y el Ultramatic.

## Preservación de transmisiones Ultramatic
Los entusiastas de Packard han mantenido muchas unidades en servicio desde la desaparición de la empresa. Mejores fluidos de transmisión modernos, enfriadores de transmisión del mercado de accesorios y piezas de reconstrucción mejoradas se combinan para mejorar la fiabilidad de los originales de fábrica.

## En la cultura popular
- En la canción Greased Lightnin’ de la banda sonora de la película de 1988 Grease (interpretada por el actor John Travolta), la letra incluye una estrofa que hace referencia a las transmisiones "Hydramatic" y "Ultramatic":[15]

Why, this car could be systematic
Hydromatic, ultramatic
Why, it could be Greased Lightnin'!
Greased Lightnin'
Por qué, este auto podría ser sistemático.
Hidromático, ultramático
¡Pues podría ser el Relámpago de Brillantina!
Relámpago de Brillantina